# Оператор (математика)
Опера́тор — в математиці — закон f (правило), за яким кожному елементу х множини Х (область визначення) ставиться у відповідність певний елемент y множини Y (області значень). 
Еквівалентне смислове значення мають терміни: відображення, перетворення, функція. Тобто оператор — відображення з однієї множини в іншу (або і цю ж саму) які наділені певною структурою (алгебраїчними операціями, топологією, відношенням порядку).
Наприклад, нехай є дві довільні множини {\displaystyle X} та {\displaystyle Y.} Якщо кожному {\displaystyle x\in X} відповідає єдиний елемент {\displaystyle y\in Y,} то говорять, що на {\displaystyle X} заданий оператор {\displaystyle y=\Pi (x).} Множина {\displaystyle X} називається його областю визначення, а множина {\displaystyle Y} - областю значень. 
Найважливішим класом операторів є лінійні оператори в лінійних нормованих просторах.
Нехай для елементів множин {\displaystyle X} та {\displaystyle Y} визначені операції добутку елементів цих множин на комплексні числа й додавання цих елементів між собою. Оператор {\displaystyle L(x)} називається лінійним, якщо для усяких елементів {\displaystyle x_{1},x_{2}\in X}
{\displaystyle L(x_{1}+x_{2})=L(x_{1})+L(x_{2})}
та для будь-якого {\displaystyle x\in X} й будь-якої константи {\displaystyle C}
{\displaystyle L(Cx)=CL(x).}
У багатьох питаннях фізики, математики важливу роль відіграють диференціальні та інтегральні оператори. Наприклад, кожній неперервній функції {\displaystyle f(t)} на відрізку {\displaystyle [a,b]} можна поставити у відповідність інтеграл {\displaystyle \int _{a}^{t}f(t)\,dt.} Областю визначення цього оператора буде сукупність неперервних на {\displaystyle [a,b]} функцій, а областю значень - сукупність неперервно диференційовуваних на {\displaystyle [a,b]} функцій. Добре відомим оператором є оператор диференціювання, який функції {\displaystyle f(t)}, визначеній на інтервалі  {\displaystyle (a,b)}, ставить у відповідність її похідну. Цей оператор визначений вже не для усіх неперервних на {\displaystyle (a,b)} функцій, а лише для диференційовуваних функцій. 
Оператор зсуву ставить у відповідність функції {\displaystyle f(t)}, заданій на інтервалі {\displaystyle (a,b)}, функцію {\displaystyle f(z),\,\,z=t-\tau ,} визначену на інтервалі {\displaystyle (a-\tau ,b-\tau ).}
Оператор Лапласа у відповідність комплекснозначній функції дійсної змінної {\displaystyle f(t)} ставить функцію {\displaystyle F(p)=\int _{0}^{\infty }f(t)\exp(-pt)\,dt} від комплексної змінної {\displaystyle p.}